# Amalie Krafft
Susanne Henrike Amalie Krafft (1778 – 1852) war eine dänische Autorin.
Ihre Eltern waren Martin Qualitz (* um 1741 in Ungarn) und Charlotte Amalie, geb. Seiler oder Zieler (* 1752 in Kopenhagen). Ihre jüngere Schwester Caroline Friederike Martinsdatter wurde 1789 in Kopenhagen geboren. 1804 heiratete Amalie den aus Ziesar (Herzogtum Magdeburg) stammenden Barbier und Chirurg Friedrich August Krafft (* 9. Oktober 1777; † 31. Januar 1832 in Amt Kopenhagen). Carl Frederik August, eines ihrer drei Kinder, wurde 1812 in Kopenhagen geboren.

## Werke
- Gedichte und prosaische Erzählungen; 2 Bände, Aschaffenburg 1831
- Sechs Erzählungen nebst einem Anhange von Gedichten, Aschaffenburg 1834
- Jägers Warnung. Gedicht in: Allgemeine Forst- und Jagd-Zeitung, Nr. 145 vom 13. April 1835, Hrsg. von Stephan Behlen, Frankfurt am Main 1835
- Die Beguinen. Ein Klostergemälde aus der ersten Hälfte des 30jährigen [sic] Krieges Correspondenz. Aus Paris. in: Zeitung für die elegante Welt, Jahrgang 37 Nrn. 237 – 244, Leipzig 1837
- Gulmineh. Historisches Gemälde aus der Zeit der Expedition der Franzosen nach Egypten; 1837
- Gulmineh: geschiedkundig tafereel uit den tijd van Bonapartes togt naar Egypte (Online)
- Orient und Occident. Erzählungen und Mährchen, Leipzig 1838
- Shakespeare als Mensch und Lyriker; Träume des Orients; In: Zeitung für die Elegante Welt, 36. Jg., Oktober – Dezember 1836
- Sprache des Herzens; Roman, Schefer, Berlin, 1838

| Personendaten    | Personendaten                                       |
| ---------------- | --------------------------------------------------- |
| NAME             | Krafft, Amalie                                      |
| ALTERNATIVNAMEN  | Krafft, Susanne Henrike Amalie (vollständiger Name) |
| KURZBESCHREIBUNG | dänische Autorin                                    |
| GEBURTSDATUM     | 1778                                                |
| STERBEDATUM      | 1852                                                |